# Manipulacja na rynku
Manipulacja na rynku – szereg działań nakierowanych na podaż lub popyt, mających na celu obniżenie lub podwyższenie kursu-ceny, by spowodować transakcje kupna lub sprzedaży przez innych uczestników rynku po kursie korzystnym dla inicjatora tych działań.
Z punktu widzenia uczestników manipulacje na rynku kapitałowym stanowią, obok wykorzystania informacji poufnych, najgroźniejszą kategorię nadużyć i przyczyniają się do ponoszenia strat finansowych przez inwestorów oraz do utraty zaufania do rynku
Według Rozporządzenia Parlamentu Europejskiego i Rady (UE) nr 596/2014 z dnia 16 kwietnia 2014 r. w sprawie nadużyć na rynku manipulacja na rynku obejmuje następujące działania:
a) zawieranie transakcji, składanie zleceń lub inne zachowania, które:
(i) wprowadzają lub mogą wprowadzać w błąd co do podaży lub popytu na instrument finansowy, powiązany kontrakt towarowy na rynku kasowym lub sprzedawany na aukcji produkt oparty na uprawnieniach do emisji, lub co do ich ceny; lub
(ii) utrzymują albo mogą utrzymywać cenę jednego lub kilku instrumentów finansowych, powiązanego kontraktu towarowego na rynku kasowym lub sprzedawanego na aukcji produktu opartego na uprawnieniach do emisji na nienaturalnym lub sztucznym poziomie; chyba że osoba zawierająca transakcję, składająca zlecenie transakcji lub podejmująca każde inne zachowanie dowiedzie, iż dana transakcja, zlecenie lub zachowanie nastąpiły z zasadnych powodów i są zgodne z przyjętymi praktykami rynkowymi;
b) zawieranie transakcji, składanie zleceń lub inne działania lub zachowania wpływające albo mogące wpływać na cenę jednego lub kilku instrumentów finansowych, powiązanego kontraktu towarowego na rynku kasowym lub sprzedawanego na aukcji produktu opartego na uprawnieniach do emisji, związane z użyciem fikcyjnych narzędzi lub innych form wprowadzania w błąd lub podstępu;
c) rozpowszechnianie za pośrednictwem mediów, w tym internetu, lub przy użyciu innych środków, informacji, które wprowadzają lub mogą wprowadzać w błąd co do podaży lub popytu na instrument finansowy, powiązany kontrakt towarowy na rynku kasowym lub sprzedawany na aukcji produkt oparty na uprawnieniach do emisji, lub co do ich ceny, lub zapewniają utrzymanie się lub mogą zapewnić utrzymanie się ceny jednego lub kilku instrumentów finansowych, powiązanego kontraktu towarowego na rynku kasowym lub sprzedawanego na aukcji produktu opartego na uprawnieniach do emisji na nienaturalnym lub sztucznym poziomie, w tym rozpowszechnianie plotek, w przypadku gdy osoba rozpowszechniająca te informacje wiedziała lub powinna była wiedzieć, że informacje te były fałszywe lub wprowadzające w błąd;
d) przekazywanie fałszywych lub wprowadzających w błąd informacji, lub dostarczanie fałszywych lub wprowadzających w błąd danych dotyczących wskaźnika referencyjnego, jeżeli osoba przekazująca informacje lub dostarczająca dane wiedziała lub powinna była wiedzieć, że są one fałszywe i wprowadzające w błąd, lub każde inne zachowanie stanowiące manipulowanie obliczaniem wskaźnika referencyjnego.
Za manipulację na rynku uznaje się m.in. następujące zachowania:
a) postępowanie osoby lub osób działających wspólnie, mające na celu utrzymanie dominującej pozycji w zakresie podaży lub popytu na instrument finansowy, powiązane kontrakty towarowe na rynku kasowym lub sprzedawane na aukcji produkty oparte na uprawnieniach do emisji, które skutkuje albo może skutkować, bezpośrednio lub pośrednio, ustaleniem poziomu cen sprzedaży lub kupna lub stwarza albo może stwarzać nieuczciwe warunki transakcji;
b) nabywanie lub zbywanie instrumentów finansowych na otwarciu lub zamknięciu rynku, które skutkuje albo może skutkować wprowadzeniem w błąd inwestorów kierujących się cenami podanymi do wiadomości publicznej, w tym cenami otwarcia i zamknięcia;
c) składanie zleceń w systemie obrotu, w tym ich anulowanie lub zmiana, za pomocą wszelkich dostępnych metod handlu, w tym środków elektronicznych, takich jak strategie handlu algorytmicznego i handlu wysokiej częstotliwości, i które wywołuje:
(i) zakłócenia lub opóźnienia w funkcjonowaniu transakcji w danym systemie obrotu albo prawdopodobieństwo ich spowodowania;
(ii) utrudnianie innym osobom identyfikacji prawdziwych zleceń w danym systemie obrotu lub prawdopodobieństwo utrudniania tej identyfikacji, w szczególności poprzez składanie zleceń, które skutkują przepełnieniem lub destabilizacją arkusza zleceń; lub
(iii) tworzenie lub prawdopodobieństwo stworzenia fałszywego lub wprowadzającego w błąd sygnału w zakresie podaży lub popytu na instrument finansowy lub jego ceny, w szczególności poprzez składanie zleceń w celu zapoczątkowania lub nasilenia danego trendu;
d) wykorzystywanie okazjonalnego lub regularnego dostępu do mediów tradycyjnych lub elektronicznych do wygłaszania opinii na temat instrumentu finansowego, powiązanego kontraktu towarowego na rynku kasowym lub sprzedawanego na aukcji produktu opartego na uprawnieniach do emisji (lub pośrednio na temat jego emitenta) po uprzednim zajęciu pozycji na danym instrumencie finansowym, powiązanym kontrakcie towarowym na rynku kasowym lub sprzedawanym na aukcji produkcie opartym na uprawnieniach do emisji, a następnie czerpanie zysku ze skutków opinii wygłaszanych na temat ceny tego instrumentu, powiązanego kontraktu towarowego na rynku kasowym lub sprzedawanego na aukcji produktu opartego na uprawnieniach do emisji, bez jednoczesnego podania do publicznej wiadomości istniejącego konfliktu interesów w sposób odpowiedni i skuteczny;
e) nabywanie lub zbywanie na rynku wtórnym uprawnień do emisji lub powiązanych instrumentów pochodnych przed aukcją, ze skutkiem ustalenia rozliczeniowej ceny aukcyjnej sprzedawanych na aukcji produktów na nienaturalnym lub sztucznym poziomie lub wprowadzenie w błąd oferentów składających oferty na aukcjach.
W Polsce przestępstwo manipulacji zostało spenalizowane w art. 183 ustawy o obrocie instrumentami finansowymi.